# La Bófia
La Bòfia és un monument del municipi de Vilanova de Sau (Osona) inclòs en l'Inventari del Patrimoni Arquitectònic Català.

## Descripció
És una masia de planta rectangular coberta a dues vessants, amb el carener perpendicular a la façana, orientada a migdia. A redós de la casa s'hi adossen diversos cossos. La façana presenta un gros portal dovellat, descentrat de l'edificació, i quatre finestres distribuïdes irregularment. A la part dreta s'hi adossa un cos cobert a una vessant. A la banda de ponent i a nivell del primer pis hi ha un ampli terrat al qual s'accedeix des d'un portal de la casa, la part baixa d'aquest cos és destinada a dependències agrícoles. És construïda amb gres i granit vermell units amb morter de calç llevat de les obertures que són de pedra blanquinosa molt ben treballada.

## Història
Masia situada dins la demarcació de l'antiga parròquia de Vilanova de Sau, el terme civil de Sau. Aquest terme, a partir del segle xvi comença a experimentar un creixement demogràfic que culminà als segles xviii i xix. Al període comprès entre aquests quatre segles passà de tenir 11 masos a tenir-ne 101. És fàcil que la Bofia es construís durant aquest període, d'altra banda la masia conserva una dada constructiva que fa referència al segle XVIII: 1777 (finestra de migdia). A l'època d'en Serrallonga surt com a campament de la quadrilla un tal Joan Bofia.